# Rue Henri Chomé
La rue Henri Chomé (en néerlandais : Henri Choméstraat) est une rue bruxelloise de la commune de Schaerbeek qui va de la chaussée de Louvain au boulevard Léopold III en passant par l'avenue Fortin, la rue des Compagnons, la rue Camille Wollès et la rue Paul Hymans.
Du côté de la chaussée de Louvain, la rue Henri Chomé fait face à la rue Jules Lebrun.
Cette rue porte le nom d'un ancien président des hospices civils de Schaerbeek, Henri Chomé (1875-1898), né à Mons le 22 novembre 1822 et décédé à Schaerbeek le 12 mars 1898.

## Adresses notables
- no 9 : Cimetière de Saint-Josse-ten-Noode
- no 44 : institut Sainte-Marie Meiser

## Arbres remarquables du cimetière de Saint-Josse-ten-Noode
Ci-dessous, les 11 arbres remarquables du cimetière répertoriés par la Commission des monuments et des sites :
| nom français              | nom latin                     | cir. en cm  |
| ------------------------- | ----------------------------- | ----------- |
| Érable sycomore           | Acer pseudoplatanus           | 271         |
| Frêne commun              | Fraxinus excelsior            | 228         |
| Frêne pleureur            | Fraxinus excelsior f. pendula | 195         |
| Frêne pleureur            | Fraxinus excelsior f. pendula | 181         |
| If                        | Taxus baccata                 | 349 (cépée) |
| If                        | Taxus baccata                 | 194         |
| Noyer royal               | Juglans regia                 | 182         |
| Saule pleureur            | Salix x sepulcralis           | 322         |
| Thuya du Pacifique        | Thuja plicata                 | 310 (cépée) |
| Thuya                     | Thuja orientalis              | 170         |
| Tilleul à larges feuilles | Tilia platyphyllos            | 290         |